# Marc Antoine René de Voyer de Paulmy d'Argenson

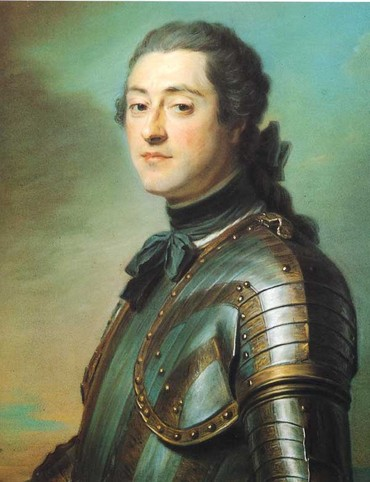
Marc Antoine René d'Argenson, oljemålning av Maurice Quentin de La Tour.

Marc Antoine René de Voyer de Paulmy d'Argenson, född 22 november 1722, död 13 augusti 1787, var en fransk ämbetsman och bibliofil, son till René Louis de Voyer de Paulmy d'Argenson och far till Marc-René de Voyer de Paulmy d'Argenson den yngre.

## Biografi
D'Argenson hjälpte sin farbror, Marc Pierre de Voyer de Paulmy d'Argenson, vid härens regorganisation och var under ett år hans efterträdare som fransk försvarsminister. Han blev därefter guvernör vid arsenalen i Paris och samlade ett värdefullt bibliotek på över 100.000 band. Detta köptes 1781 av greven av Artois och blev grundstommen till Bibliothèque de l'Arsenal i Paris. D'Argenson utgav lärda kommentarer till många av sina böcker, Mélanges tirés d'une grande bibliothèque (65 band, 1779-87), grundade 1775 Bibliothèque universelle des romans, varav under hans ledning utkom 40 band och i det hela 120 band. Serien innehåller även noveller av honom själv.